# Jordskælvet i Sistan og Baluchistan 2013
 Ikke at forveksle med Jordskælvet i Baluchistan 2013.
Jordskælvet i Sistan og Baluchistan 2013 havde en styrke på 7,7 Mw. Jordskælvet indtraf den 16. april 2013 kl. 10:44:20 UTC (15:14:20 lokal tid), og havde sit epicenter 83 km øst for byen Khash i den iranske provins Sistan og Baluchistan og ca. 80 km fra grænsen til Pakistan. Det kunne mærkes så langt væk som New Delhi i Indien og i Doha i Qatar.
Epicentret ligger i et område der er bjergrigt og ørken-agtigt, og ikke så tæt befolket. Mange af husene, i de få byer i området, er opført i ubrændte mursten. Samme konstruktion var en af årsagerne til de 26.271 dødsfald ved jordskælvet i Bam 2003, ligeledes i Iran.
I følge Irans seismologiske center (IRSC), er jordskælvet i Sistan og Baluchistan det kraftigste i Iran i 40 år, og det er 45 gange kraftigere end jordskælvet i Bam der målte 6,6 Mw.

## Konsekvenser
De første rapporter fra bl.a. iransk tv rapporterede, at 40 mennesker kunne bekræftes omkommet, og at alle kommunikationslinier til området var afbrudt. Dette tal er efterfølgende blevet afkræftet af Sistan og Baluchistan provinsens guvernør Hatam Narouyi, der har beklaget, at medierne af sensationsårsager blander dødstallet fra et andet jordskælv sammen med dette. Det andet jordskælv fandt sted syv dage tidligere, længere vestpå og målte 6,3 Mw. Her var der 37 omkomne.
Der er ingen officielle dødstal fra Iran, men pakistansk tv oplyser, at 34 mennesker er omkommet og 150 er kommet til skade i den fjerntliggende by Mashkeel Tehsil.

## Tektonik
Sistan og Baluchistan jordskælvets epicenter ligger i en tektonisk region, hvor den Arabiske- og Indiske Plade støder sammen med den Eurasiske Plade. Den Arabiske plade bevæger sig mod nordøst og dykker ned under den Eurasiske plade med en hastighed på ca. 37 mm om året, hvilket udløser jordskælv, hvor hypocentret ligger dybere jo længere nordpå det finder sted. De største dybder der er registreret er 160 km, ca. det dobelte af dette jordskælvs hypocenter, der lå i ca. 82 km dybde. Frekvensen af jordskælv langs denne zone er mindre end for andre lignende tektoniske zoner.